# Варнов (Гревесмюлен)
Варнов (нем. Warnow) — община в Германии, районный центр, ганзейский город, расположен в земле Мекленбург-Передняя Померания.
Входит в состав района Северо-Западный Мекленбург. Подчиняется управлению Грефесмюлен-Ланд. Население составляет 641 человек (на 31 декабря 2010 года). Занимает площадь 15,99 км².